# شركة سلزنك للأفلام
 شركة سلزنك للأفلام الدولية كان استوديو للأفلام المتحركة في هوليوود الذي أنشأها ديفيد أوه سيلزنيك في عام 1935، وتلاشت في عام 1943. وفي وجودها القصير أنتج الاستوديو المستقل فيلمين حصلا على جائزة الأوسكار لأفضل فيلم - ذهب مع الريح (1939) وريبيكا (1940) - والثلاث التي تم ترشيحهم، مولد نجم (1937)، منذ أن رحلت (فيلم) (1944) والمسحورة (1945).

## تاريخ الشركة
تأسست سلزنيك الدولية للأفلام في عام 1935 من قبل المنتج ديفيد أوه سيلزنيك والمستثمر جون ويتني وبعد أن ترك سلزنيك مترو غولدوين ماير قام بإستئجار قسم من أستوديوهات أفلام ر.ك.أو التي تقع في كولفر سيتي بكاليفورنيا.
الاستوديو نفسه كان قد بني في عام 1918-1919 من قبل توماس اينس رائد الأفلام. عندما توفي اينس في عام 1924 إستحوذ سيسيل دوميل B على الاستوديو.. في نهاية المطاف آل إلى باثي وثم في 1930 أصبح جزءا من أفلام ر.ك.أو. في عام 1957 أنها ستصبح جزءا من شركة لوسيل بال وشركة ديزي أرنيز، وديسيلو.
سلزنيك قامت بإستئجار مكاتب في الاستوديو خلال السنة الأولى أو نحو ذلك، وفي بداية 1937 إستحوذت شركة سلزنيك الدولية للأفلام على الاستوديو بأكمله. ذهب اسم سلزنيك للأفلام على مدى مدخل جنوب مبنى الإدارة بلانتيشن طراز تاريخي وأصبح هذا الشكل أمام المبنى هو شعارا مبدعا للأستوديو يظهر في بداية أفلام شركة سلزنيك الدولية للأفلام، على الرغم من أن الاستوديو عادت ملكيته إلى أفلام ر.ك.أو في 1940، أبقى سلزنيك المكاتب هناك لبقية حياته.
رفع سلزنيك التمويل الأولي من 400,000 دولار أمريكي في لوس انجليس، مع نصف هذا المبلغ يأتي من أخيه وكيل هوليوود مايرون سلزنيك، والنصف الآخر من مدير إنتاج مترو غولدوين ماير إيرفينج ثالبرج وزوجته الممثلة نورما شيرر. وقد أضاف مبلغ 300,000 دولارا من المستثمرين «الصغار» في نيويورك، ومن ثم القيمة النهائية 2.4 مليون دولار جاءت من جوك ويتني وعائلته. أصبح ويتني نفسه رئيسا لمجلس الإدارة، وسلزنيك، رئيسا للشركة الجديدة.
لأن ويتني وابن عمه كورنيليوس فاندربيلت ويتني أيضا أمتلكوا أفلام بايونير، وهو أستوديو مستقل شكل في عام 1933 على المنشآت المستأجرة في استوديوهات أفلام ر.ك.أو، تم دمج بايونير بشكل غير رسمى مع سلزنيك الدولية للأفلام في عام 1936 شركة سلزنك للأفلام أبرمت عقدا مع بايونير لإنتاج مالا يقل عن ستة أقلام جديدة كاملة الألوان تكنيكولور، حيث يمتلك ويتني حصة 15 في المئة.
بسبب طوله المقرط، ذهب مع الريح اعتبر فيلمين تكنيكولور لغرض العقد.
«على عكس أقرانه في الاستوديوهات الكبرى»، كتب مؤرخ الأفلام ليونارد ج. ليف «سلزنيك إنتج الأفلام كما كان المهندسين المعماريين يبنون الكاتدرائيات في العصور الوسطى: واحدا تلو الآخر» :6
سلزنيك كان بهدف إلى إنتاج عدد قليل من الأفلام المتميزة كل عام، ووضع خطة كان يأمل أن تسمح له بأن يكون مثلما كان يرغب من الصعب إرضاءه وحذرا كما كان يحب وخلق أفضل الأفلام الممكنة.
وقال لمجلس شركته في عام 1935، «هناك نوعين فقط من الأفلام التي يمكن تقديمها بشكل مربح في المجال، سواء أفلام رخيصة جدا أو أفلام مكلفة للغاية.» سلزنيك يعتقد، «ليس هناك بديل مفتوح بالنسبة لنا ولكن لدينا محاولة للتنافس مع الأفضل دائما.»
على الرغم من أن سلزنيك توقع الجدول الزمني لإنتاج من ستة إلى ثمانية أفلام متميزة سنويا، فإن الاستوديو في الواقع لم يتمكن سوى إنتاج اثنين أو ثلاثة فقط في السنة، وذلك بسبب اهتمام سلزنيك بالتفاصيل الدقيقة وأمور كتابة سياق القصة «السيناريو» المطول وتحرير العمليات التي تستغرق أمدا. ولكن في حياتها القصيرة، أنتجت سلزنيك الدولية للأفلام، قيلمين رشحا وفازا بجائزة الأوسكار لأفضل فيلم: ذهب مع الريح (1939، شاركت في إنتاجه مترو غولدوين ماير) و
ريبيكا (1940) (1940)، - والثلاث التي تم ترشيحهم، مولد نجم (1937)، منذ أن رحلت (فيلم) (1944) والمسحورة (1945).

## فيلموغرافيا

### شركة سلزنك الدولية للأفلام
وتم توزيع الأفلام من قبل الفنانين المتحدين ما لم يذكر.
| تاريخ النشر     | العنوان                | ملاحظات          |
| --------------- | ---------------------- | ---------------- |
| مارس 6, 1936    | اللورد الصغير فونتلروي | [ 5 ]            |
| نوفمبر 19, 1936 | جنة الله               | [ 6 ]            |
| أبريل 30, 1937  | مولد نجم (فيلم 1937)   | [ 7 ]            |
| سبتمبر 3, 1937  | سجين زندا              | [ 8 ] [ ا ]      |
| نوفمبر 26, 1937 | لا شيء مقدس            | [ 9 ]            |
| فبرابر 11, 1938 | مغامرات توم سوير       | [ 10 ]           |
| أكتوبر 27, 1938 | يونغ في القلب          | [ 11 ]           |
| فبراير 10, 1939 | جعل لبعضهم البعض       | [ 12 ]           |
| سبتمبر 22, 1939 | البينية: قصة حب        | :756             |
| يناير 17, 1940  | ذهب مع الريح           | توزيع مؤسسة لويز |
| أبريل 12, 1940  | ريبيكا                 | [ 16 ]           |

### أفلام الطليعة
أفلام الطليعة، هي شركة، تم تشكيلها من قبل سلزنيك في عام 1943 لاستكمال المشاريع قيد التنفيذ في الوقت الذي تم في حل شركة سلزنك الدولية للأفلام. وتم توزيع الأفلام من قبل الفنانين المتحدين ما لم يذكر.
| تاريخ النشر       | العنوان             | ملاحظات                                        |
| ----------------- | ------------------- | ---------------------------------------------- |
| مايو 18, 1944     | مكافأة غير محدودة   | فيلم قصير قام بتوزيعه مكتب معلومات الحرب       |
| يوليو 20, 1944    | منذ أن رحلت بعيدا   | [ 19 ]                                         |
| January 5, 1945   | I'll Be Seeing You ‏ | [ 20 ]                                         |
| December 28, 1945 | المسحورة            | [ 21 ]                                         |
| May 8, 1947       | Duel in the Sun ‏    | Distributed by Selznick Releasing Organization |
| January 8, 1948   | The Paradine Case   | Distributed by Selznick Releasing Organization |
| December 24, 1948 | لوحة جيني           | Distributed by Selznick Releasing Organization |

## روابط خارجية
- شركة سلزنك للأفلام على موقع IMDb (الإنجليزية)